# Søe
Søe er et dansk efternavn. I januar 2024 var der 645 personer med navnet i Danmark.

## Personer med navnet
- Jeppe Søe - dansk politiker og journalist
- Johannes Søe Hansen - dansk violinist
- N.H. Søe - dansk præst
- Poul Erik Søe - dansk journalist
- Synnøve Søe - dansk journalist og forfatter